# 出世間
出世間（しゅっせけん、梵: lokottara、超世俗、脱世俗）とは、煩悩などのけがれに汚染された、この世界の全ての存在を世間（梵: laukika、世俗）というのに対し、それを超越しているものを指す。特に聖者の道 (ārya-mārga) に関連する「4つの道と4つの果」を指すために用いられる。
現代日本語の「出世」「立身出世」の由来。
仏教では、仏教以外の哲学思想（外道の教え）は、執着を離れていない世間的な知恵に基づいていると見る。これに対し、仏教の説く執着を断った超越的な智慧を出世間智という。
大乗仏教では、仏陀は超俗的であると考えられており、無限の知恵と力を持つ超越的な存在とみなされている。
密教（仏教タントリズム）では、仏陀の境地という究極の達成（lokottarasiddhi、出世間的達成）だけでなく、世俗的な達成（力）（laukikasiddhi、世間的達成）も重視し、世俗的な達成は、マントラを唱えたり護摩の火による供養などの魔術的な儀式によって成された。

## 出世
現在、一般的に使われる出世（しゅっせ）は、この言葉からきたものであるが、以下のような用法がある。3.（或いは4.も）から来た用法は逆に世間に埋没している状態を含み、元の宗教的意味と一般用法との乖離が生じた。
1. 諸仏が衆生を済度するために世界に出現すること。
2. 世俗を捨てて仏道に入ること。
3. 昔、天台宗の比叡山では、公卿の子息が受戒し剃髪して僧侶となったものをいった。現在、世間一般で「出世が早い」、「立身出世」などと言われるのは、この公卿出身の僧侶の昇進が早かったところから言われるようになった。
4. 禅宗で、寺院の住持となること。高位の寺に転住することや、黄衣・紫衣を賜ること、また和尚の位階を受けることなどをいう。
5. この世に生まれること。

## 立身出世
幕末から明治前期には、『西国立志編』『学問のすゝめ』など立身出世を勧める書物が流行した（立身出世主義、幕末期の文化）。